# Stretto di Corea

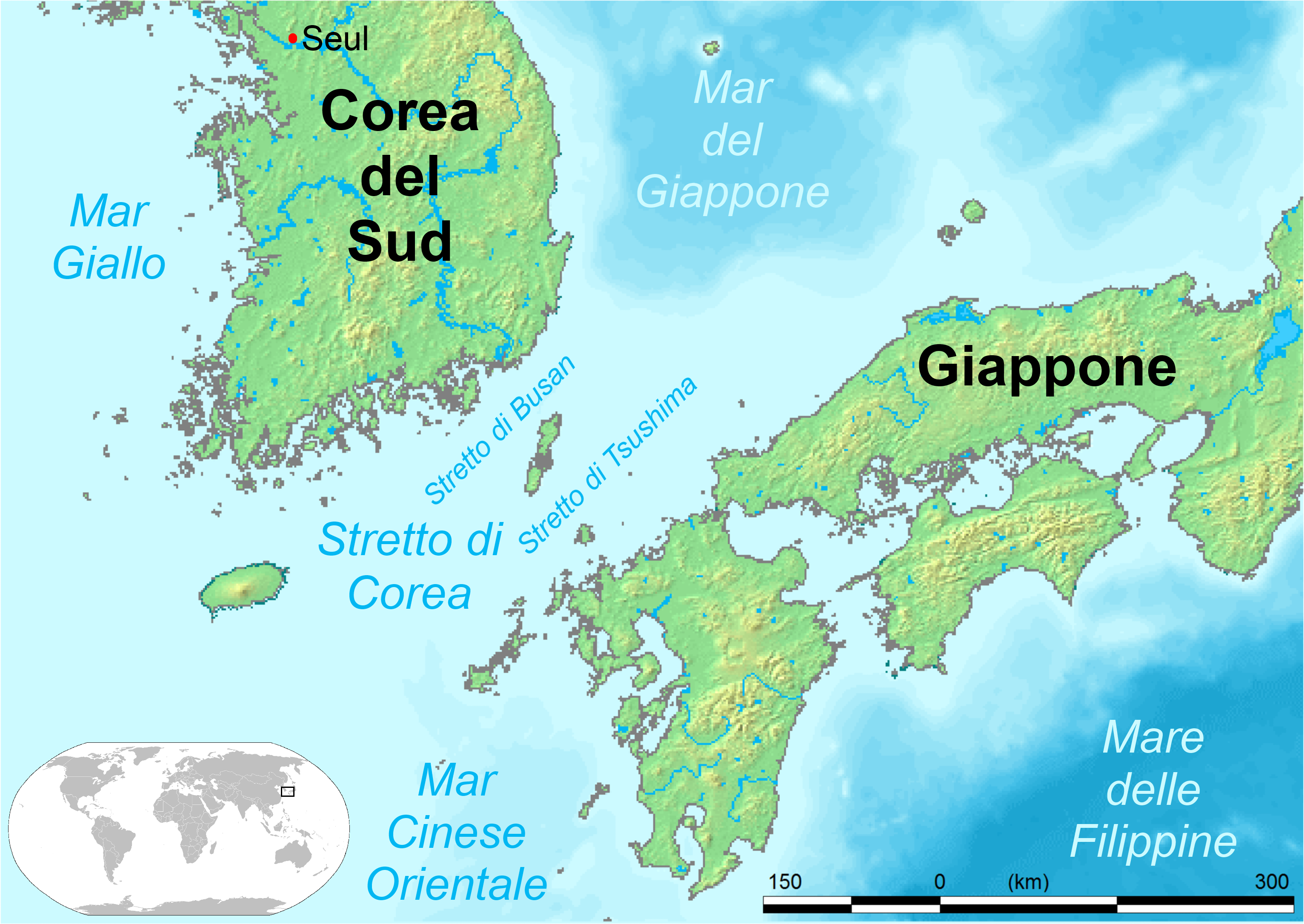
Lo stretto di Corea

Lo stretto di Corea è il braccio di mare compreso tra la Corea del Sud e il Giappone. Situato nel settore nordoccidentale dell'oceano Pacifico, raggiunge una profondità media di 100 metri e connette il mar del Giappone con la parte settentrionale del mar Cinese Orientale

## Geografia
L'isola di Tsushima divide il canale in due parti, lo stretto di Busan, che è il canale occidentale, e lo stretto di Tsushima, il canale orientale.
A nord le acque dello stretto lambiscono le coste della penisola coreana, a occidente l'isola di Jeju e a sud le isole giapponesi di Kyūshū e Honshū.

## Economia
Numerose rotte marittime internazionali, incluse quelle che comunicano con i principali porti coreani, passano attraverso lo stretto.  All'interno dello stretto sia la Corea del Sud che il Giappone hanno ristretto le proprie acque territoriali a 3 miglia dalle rispettive coste per permettere il libero passaggio nel canale.

## Storia

### Ponte terrestre
Durante le glaciazioni del Pleistocene, lo stretto di Corea, quello di Bering, e il Mar Giallo vennero sovente asciugati dal mare e le isole giapponesi rimasero quindi connesse al continente eurasiatico proprio attraverso questi  ponti naturali. 

### Ponte marino
Lo stretto di Corea ha da sempre messo in comunicazione le popolazioni stanziate in Corea, o comunque nel continente, con quelle del Giappone. Tra il 1274 e il 1281 i Mongoli
tentarono di attraversare lo stretto per invadere il Giappone ma non riuscirono nell'impresa. La causa dell'insuccesso viene imputata ad un tifone (kamikaze ossia vento divino in giapponese) che avrebbe fermato la flotta di Kublai Khan.

### Battaglia di Tsushima
La battaglia di Tsushima, che vide contrapposta la flotta russa e quella giapponese il 27 maggio 1905, ebbe luogo nella parte di stretto di Corea denominata  stretto di Tsushima. La battaglia si concluse con una pesante sconfitta della flotta russa.